# 赛博蕾·泰菲力
赛博蕾·泰菲力（Senbere Teferi，1995年5月3日—）是一名埃塞俄比亚女子中跑和长跑运动员，主攻1500米和越野跑。她以14分44.07秒赢得2015年世界田径锦标赛女子5000米银牌。